# Louise Charlotte av Brandenburg
Louise Charlotte av Brandenburg, född 13 september 1617 i Berlin, död 29 augusti 1676 i Mitau, var en hertiginna av Kurland 1645-1676. Hon föddes prinsessa av Brandenburg och var den äldsta dottern till kurfurst Georg Vilhelm av Brandenburg och Elisabeth Charlotta av Pfalz. 
Louise Charlotte gifte sig 6 oktober 1645 med hertig Jakob av Kurland. Simon Dach tillägnade ett poem till deras vigsel. 
Louise Charlotte var politiskt aktiv; hon utövade en probrandenburgsk politik men anses också ha bidragit till att Kurland upplevde en blomstring under makens regeringstid. Förhandlingar mellan Brandenburg, Ryssland, Sverige och Polen tog plats i Mitau under hennes de facto regeringstid.

## Barn
1. Ladislaus Fredrik (död i späd ålder)
2. Lovisa Elisabet (1646–1690), gift med Fredrik II av Hessen-Homburg
3. Kristina (död i späd ålder)
4. Fredrik Kasimir (1650–1698), hertig av Kurland 1682–1698
5. Charlotta Maria (1651–1728)
6. Maria Amalia (1653–1711), gift med Karl I av Hessen-Kassel
7. Karl Jakob (1654–1677)
8. Ferdinand (1655–1737), hertig av Kurland 1730–1737
9. Alexander (1658–1686)